# Steve Earle
Steve Earle (Fort Monroe, 17 gennaio 1955) è un cantautore, produttore discografico e attore statunitense.
Nato in Virginia con il nome Stephen Fain Earle, ma affermatosi in Texas, è un cantautore noto soprattutto per la sua produzione rock e country. La sua attività si estende comunque in altri campi, avendo in passato scritto e diretto un'opera teatrale ed essendo anche uno scrittore ed un attivista politico.

## Biografia
Steve Earle è il primo dei cinque figli di Barbara e Jack Earle, un controllore del traffico aereo. Una leggenda, peraltro mai confermata, racconta che al momento della nascita i suoi piedi vennero appoggiati su una zolla di terra del Texas fatta pervenire appositamente dai nonni, affinché, sebbene nato in Virginia, fosse texana la terra che avrebbe per prima toccata.
Sebbene i genitori si trasferissero spesso all'interno degli Stati Uniti durante la sua infanzia, egli passò gran parte della sua vita scolastica a Schertz, nel Texas; tuttavia, abbandonò gli studi all'inizio delle scuole superiori e si trasferì a Houston per riuscire ad imparare di più sull'industria musicale e provare a seguire la sua passione per la chitarra, che aveva iniziato a suonare all'età di 11 anni.
Steve Earle è stato sposato sette volte, di cui due con la stessa donna (Lou-Ann Gill), ed è padre di tre figli da tre madri diverse. Dal 2005 al 2014 è stato sposato con la cantante country Allison Moorer. Nel corso della sua vita non sono mancati momenti difficili, come quando nel 1993 venne arrestato e condannato per possesso ed uso di sostanze stupefacenti, venendo rilasciato sulla parola nel 1994; probabilmente questo fatto gli ha salvato la vita, costringendolo a seguire un programma di disintossicazione che gli ha consentito di "uscire dal tunnel".

## Carriera musicale
Dopo la parentesi a Houston, dove era stato incoraggiato a provare ad intraprendere la professione di musicista dallo zio Nick Fain e dall'incontro con Townes Van Zandt, nel 1975 Steve Earle si spostò a Nashville. Qui iniziò effettivamente la sua carriera, quando iniziò a lavorare con Guy Clark, che lo fece entrare in una divisione della RCA come autore e con cui esordì come corista, insieme a Emmylou Harris, nel brano Desperados Waiting For a Train, inserito nel primo album di Clark, dal titolo Old No 1.
Nonostante una rapida carriera come autore, il suo primo brano di successo venne soltanto nel 1981: When You Fall in Love raggiunse infatti la Top 10, interpretata da Johnny Lee. Dovette comunque aspettare fino al 1986 perché vedesse la luce il suo primo album, Guitar Town: il successo fu comunque immediato e l'album vendette oltre 300 000 copie, tanto che in breve tempo Earle realizzò altri due album, Exit 0 e Copperhead Road, che ne consolidarono definitivamente il successo.
Tra il 1990 e il 1992 vedono la luce un altro album in studio, The Hard Way e due album live, Shut Up and Die like an Aviator, e BBC Radio 1 Live in Concert, ma i problemi con la droga, che aveva cominciato ad assumere fin da ragazzo, si accentuarono e portarono di fatto alla sospensione della sua attività per due anni, durante i quali fu arrestato e imprigionato per uso e detenzione di droga e armi. Risolti in prigione i problemi con la droga e rilasciato alla fine del 1994, in pochi mesi realizza un nuovo album, Train A Coming, che segna il suo ritorno con un grande successo, fino alla nomination per i Grammy Awards del 1996.
La sua "seconda carriera" mostra sonorità diverse, con una produzione che spazia in diversi stili e generi, grazie anche alla libertà di espressione che gli consente l'aver creato una propria etichetta discografica; è di questo periodo anche l'avvio dell'attività di scrittore, con la pubblicazione di una raccolta di racconti dal titolo Doghouse Roses. Nella sua carriera di autore, i suoi brani vennero cantati da interpreti famosi come Carl Perkins, Vince Gill e Steve Wariner. In particolare Carl Perkins incise il brano Mustang Wine, che inizialmente era destinato ad essere interpretato da Elvis Presley. Non mancano diverse cover di brani da lui incisi proposte da artisti come Joan Baez, The Pretenders, The Proclaimers, The Highwaymen, Emmylou Harris e Johnny Cash.

## Politica
Fin dall'inizio della sua carriera, Steve Earle fu coinvolto in numerose cause politiche fin da quando, ancora un ragazzo, non poteva suonare nei bar per la sua giovane età e pertanto si esibiva nei coffeeshops frequentati dagli attivisti contro la Guerra del Vietnam. Questa esperienza gli lasciò un segno importante e si impegnò diverse volte contro le guerre, ultima in ordine di tempo la guerra in Iraq.
Un'altra causa in cui si è sempre impegnato molto, seguendo le orme della madre, attivista a sua volta, è quella contro la pena di morte, alla quale ha dedicato numerosi brani della sua produzione, il più noto dei quali è Ellis Unit One, inserito nella colonna sonora del film Dead Man Walking del 1995.
Negli anni successivi l'impegno politico si è ancor più accentuato, creandogli anche qualche problema, come quando venne accusato di essere un simpatizzante del terrorismo, in particolare per il brano inserito nell'album Jerusalem e intitolato John Walker's Blues, riguardante il cittadino americano John Walker Lindh, arrestato quale combattente a fianco dei Talebani. Earle rispose alle accuse dichiarando che simpatizzava per Lindh, non per i terroristi. Tra l'altro, la controversia sul suo atteggiamento in quel frangente non sembra avere danneggiato il suo successo di vendita.
Altra particolarità fu l'uscita, deliberatamente avvenuta nel 2004 nel periodo delle elezioni presidenziali per sostenere il candidato democratico John Kerry contro George W. Bush, dell'album The Revolution Starts Now, che contiene alcune canzoni che parlano della guerra in Iraq.

## Premi
- Steve Earle ha ricevuto durante la sua carriera undici nomination per i Grammy Awards.
- È stato nominato Artista Country dell'Anno nel 1986 dalla prestigiosa rivista Rolling Stone.
- Nel 2004 ha ricevuto un premio alla carriera quale cantautore dalla rete radiofonica britannica BBC Radio 2.
- Nel febbraio 2005 il suo album The Revolution Starts Now è stato premiato con un Grammy Award per il miglior album folk contemporaneo.
- Nel febbraio 2008 ha vinto di nuovo il Grammy Award per il miglior album folk contemporaneo con il suo album Washington Square Serenade.

## Discografia

### Album in studio
- 1986 - Guitar Town
- 1987 - Exit 0
- 1988 - Copperhead Road
- 1990 - The Hard Way
- 1995 - Train a Comin'
- 1996 - I Feel Alright
- 1997 - El Corazón
- 1999 - The Mountain (con la Del McCoury Band)
- 2000 - Transcendental Blues
- 2002 - Jerusalem
- 2004 - The Revolution Starts Now
- 2007 - Washington Square Serenade
- 2008 - Copperhead Road - Deluxe Edition
- 2009 - Townes
- 2011 - I'll Never Get Out of This World Alive
- 2013 - The Low Highway
- 2015 - Terraplane
- 2016 - Guitar Town - 30th Anniversary
- 2017 - So You Wannabe an Outlaw
- 2019 - Guy
- 2020 - Ghosts of West Virginia

### Album dal vivo
- 1991 - Shut Up and Die Like an Aviator
- 1992 - BBC Radio 1 Live in Concert
- 1997 - Together at the Bluebird Café (con Townes Van Zandt e Guy Clark)
- 2004 - Just an American Boy (live)
- 2004 - Live from Austin, TX
- 2006 - Live at Montreux 2005

### Raccolte
- 1987 - Early Tracks
- 1993 - The Essential Steve Earle
- 1996 - Ain't Ever Satisfied: The Steve Earle Collection
- 1999 - Angry Young Man: The Very Best of Steve Earle
- 2001 - An Introduction to Steve Earle
- 2002 - Side Tracks
- 2003 - 20th Century Masters - The Millennium Collection: The Best of Steve Earle

### Extended play
- 1982 - Pink and Black

## Videografia

### Album video
- 2002 - Transcendental Blues Live
- 2004 - Just An American Boy
- 2004 - Live From Austin, TX
- 2005 - 20th Century Masters - DVD Collection
- 2006 - Live at Montreux 2005

## Filmografia parziale

### Cinema
- Fratelli in erba (Leaves of Grass), regia di Tim Blake Nelson (2009)
- The World Made Straight, regia di David Burris (2015)
- Dixieland, regia di Hank Bedford (2015)

### Televisione
- The Wire – serie TV, 8 episodi (2002-2008)
- Treme – serie TV, 9 episodi (2010-2011)

## Opere
Il primo libro di racconti di Steve Earle, Doghouse Roses, è stato pubblicato in Italia con il titolo Le Rose della Colpa e la traduzione di Matteo Colombo dalla casa editrice Meridiano Zero nel 2005.
Il suo romanzo del 2011, Non uscirò vivo da questo mondo, è stato pubblicato da Mondadori nel 2012 (traduzione di Martino Gozzi). L'edizione italiana è uscita con il medesimo titolo dell'edizione originale (I'll never Get Out of This World Alive).